# Гладкий Гриць
Гриць Гладкий (19 січня 1893, с. Чернихівці, Збаразький повіт — 16 вересня 1936, Львів) — український громадський і політичний діяч на Волині та Галичині, журналіст, сотник, начальник канцелярії Галицько-Буковинського куреня Січових Стрільців та начальник відділу культосвіти 6-ій Січової дивізії Армії УНР. Автор чисельних публікацій у періодиці.

## Біографія

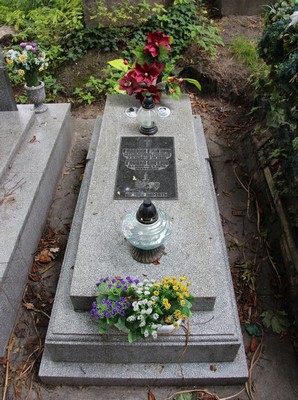

Закінчив українську гімназію в Тернополі. Під час першої світової в лавах армії Австро-Угорщини воював проти московитів на Галицькому фронті, у 1915 році втрапив до полону. Перебував у таборах Сибіру (Томськ, Уфа).
Весною 1917 повернувся до Києва. Вступив до Галицько-Буковинського куреня Січових Стрільців Армії УНР, де був начальником канцелярії. Гладкий Гриць був серед співзасновників Українського військового клубу імені гетьмана Павла Полуботка.
Восени 1919 року, після розформуванню Галицько-Буковинського куреня Січових Стрільців, перебував у таборі в Ланцуті і Бересті, став начальник 6-го відділу культосвіти Штабу дивізії, в 6-й Січовій дивізії. Редагував три часописи: «Вісти», «Характерник», «Український стрілець».
Після поразки УНР, восени 1920 року був інтернований в Александрові-Куявському, Польща. У таборі був одним з організаторів культурно-освітнього життя. Був засновником та співредактором дивізійної газети «Нове життя». У лютому 1921 року випустив спецвипуск газети, присвячений історії 6-ї Стрілецької дивізії. У 1921 р. разом з редакцією газети переїхав до табору Щипйорно, Польща. У 1922 році під його редакцією вийшов збірник «На руїнах», з описом Другого Зимового походу.
Від 1922 року в Луцьку: був секретарем Української парламентської репрезентації Волині, заснував у 1926 році тут з однодумцями газету «Українська громада», активний діяч товариства «Просвіта». Був причетним до створення Українського банку в Луцьку. У 1925 році був одним із засновників українського суспільно-політичного часопису «Українська громада» (1926—1929) у Луцьку. Активний член Української партії соціалістів-революціонерів.
У 1928 році переїхав до Львова, вийшов з УПСР та приєднався до УНДО, став її активним діячем. У 1930 році (за іншими даними — у 1931-36 роках) директор канцелярії УНДО, дописувач видання «Шлях нації». У 1931-36 роках відповідальний редактор часопису «Свобода». У 1934 році голова Союзу Українських приватних урядовців Галичини.
Трагічно загинув у Львові 16 вересня 1936 року. Похований на Личаківському цвинтарі, поле № 45.